# Elias Blix

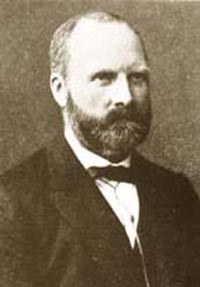
Elias Blix.

Elias Blix, född den 24 februari 1836 i Gildeskål (Nordland), död den 17 januari 1902 i Kristiania, var en norsk teolog och orientalist. Han var far till Ragnvald Blix.
Blix genomgick Tromsø lärarseminarium (1853-55) och var därefter lärare vid stadens skolor. År 1860 blev han student och 1866 teologie kandidat. För att studera semitiska språk och gammaltestamentlig teologi uppehöll han sig 1871-72 med statsunderstöd i utlandet (särskilt Leipzig), varefter han 1873 blev stipendiat i nämnda ämnen vid universitetet i Kristiania. 
År 1876 tog han filosofiska graden med en avhandling om De vigtigste udtryk for begreberne herre og fyrste i de semitiske sprog, egentligen en avdelning av ett större verk, varmed han de sista åren varit sysselsatt, en jämförande etymologisk ordbok över arabiska och syriska. År 1879 blev han e.o. professor i hebreiska. 
Vid bildandet av den sverdrupska ministären 26 juni 1884 utnämndes han till chef för kyrko- och undervisningsdepartementet, men utträdde åter i februari 1888 och återtog 1889 sin professur. Mera än genom sina vetenskapliga verk har Blix gjort sitt namn känt i Norge genom sitt arbete för  användningen av landsmål i kyrka och skola. 
Utgången från allmogen var han från ungdomen en varm anhängare av landsmålsrörelsen och författade på nynorska Nokre salmar, gamle og nye (3 häften 1869-75), vilka, utmärkta av trosvärme och innerlighet, utkom i flera upplagor och 1892 auktoriserades  till offentligt bruk av de församlingar som beslutade därom. 
Senare ombesörjde Blix med biträde av Aasen en översättning till nynorska av Romarbrevet, utgiven 1882 som prov på den med statsmedel understödda översättningen av hela Nya testamentet, vilken utkom 1890, och vilken även till största delen utfördes av Blix.
Han hade likväl på skilda ställen haft värdefull hjälp av prästen Johannes Belsheim och skoldirektör Matthias Skard. Under sina sista år arbetade Blix på en översättning av Gamla testamentet, varav han hann få färdig en stor del av Psaltaren.